# Thủy điện A Vương
Thủy điện A Vương là công trình thủy điện xây dựng trên dòng sông A Vương tại vùng đất xã Dang, huyện Tây Giang và xã Mà Cooih , huyện Đông Giang, tỉnh Quảng Nam, Việt Nam .
Thủy điện A Vương có công suất 210 MW với 2 tổ máy, sản lượng điện hàng năm 815 triệu KWh, khởi công tháng 8/2003, hoàn thành tháng 12/2008, lễ khánh thành 10/07/2010 .
Hồ chứa nước có dung tích 343,5 triệu m³ Đường hầm dài gần 5,3 km dẫn nước tới nhà máy thủy điện 15°46′35″B 107°40′58″Đ / 15,77639°B 107,68278°Đ ở gần sông Bung và xả nước ra sông này .

## Sông A Vương
Sông A Vương là phụ lưu của sông Bung trong hệ thống sông Thu Bồn. 
Sông A Vương bắt nguồn từ xã Lăng huyện Tây Giang 15°51′1″B 107°28′5″Đ / 15,85028°B 107,46806°Đ, chảy uốn lượn về hướng đông bắc, đến xã A Vương đổi hướng đông. Sau đó hướng đông nam đến thị trấn Prao thì đổi hướng nam. Sông chảy tiếp qua xã Mà Cooih, đến xã Tà Bhing huyện Nam Giang thì đổ vào sông Bung 15°43′39″B 107°38′19″Đ / 15,7275°B 107,63861°Đ.
Trên dòng A Vương còn có các thủy điện:
- Thủy điện Za Hưng công suất lắp máy 30 MW, khởi công năm 2007, hoàn thành tháng 7/2009, ở vùng đất xã Za Hung huyện Đông Giang.[9] 15°51′38″B 107°39′12″Đ / 15,86056°B 107,65333°Đ.

- Thủy điện A Vương 3 công suất lắp máy 4,8 MW, khởi công năm 2011, hoàn thành tháng 7/2016, ở vùng đất xã A Vương huyện Tây Giang. 15°55′06″B 107°34′14″Đ / 15,918274°B 107,570552°Đ

## Vấn đề môi trường và dân sinh
Tái định cư đối với người Cơ Tu ở đây dù đã chú trọng nhưng rồi họ lại rơi vào tái nghèo vì thiếu đất canh tác .